# Tetiiv
Tetiiv (tiếng Ukraina: Тетіїв, tiếng Yid: טיטיעוו) là một thành phố của Ukraina. Thành phố này thuộc tỉnh Kiev. Dân số theo điều tra dân số năm 2001 là 14944 người.